# Дубники (Тверская область)
Дубники — деревня в Удомельском городском округе Тверской области.

## География
Деревня находится в северной части Тверской области на расстоянии приблизительно 11 км на юг по прямой от железнодорожного вокзала города Удомля в 500 м на запад от юго-западного берега озера Рогозно.

## История
Известна была с 1859 года как владение помещика Павла Ивановича Сназина-Тормасова. В советское время работали колхозы «Красный Октябрь», «Путь к коммунизму» и «Мир». Дворов (хозяйств) было 8 (1859 год), 13 (1886), 13 (1911), 10(1958), 00 (1986), 7 (2000). С 2005 по 2014 год входила в состав Таракинского сельского поселения, с 2014 по 2015 год в составе Удомельского сельского поселения до упразднения последнего. С 2015 года в составе Удомельского городского округа.

## Население
Численность населения: 62 человека (1859 год), 79 (1886), 81 (1911), 28(1958), 0 (1986), 1 (русские 100 %) в 2002 году, 1 в 2010.